# ラフィク・シャミ

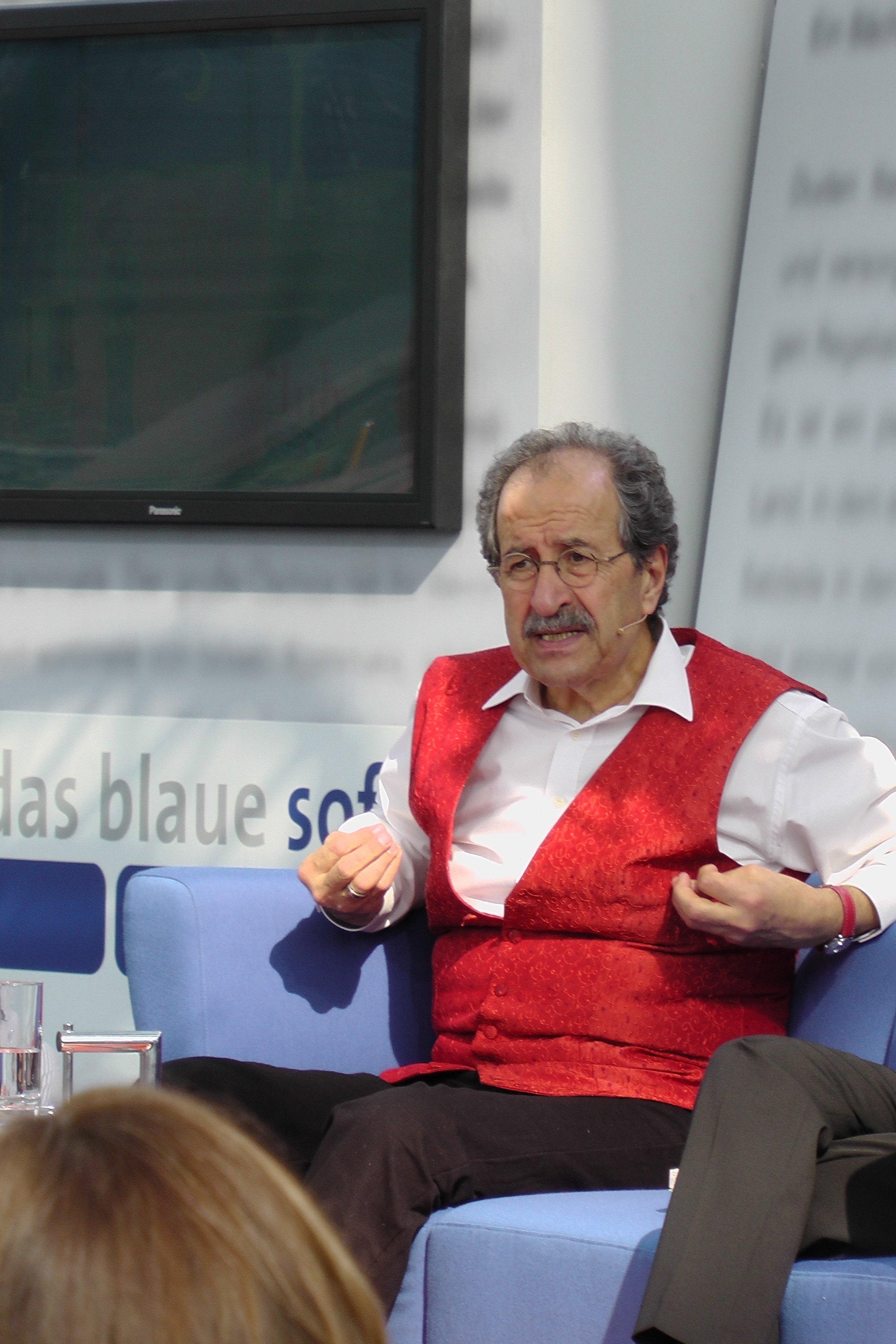
ラフィク・シャミ、2013年

ラフィク・シャミ（Rafik Schami、1946年6月23日 - ）は、シリア出身のドイツ語作家。『千夜一夜物語』の伝統を受け継ぐような語りの魅力を持つ童話風の作品を多数発表しており、物語の多くは故郷ダマスカス周辺が舞台になっている。代表的な著作に『蝿の乳しぼり』『夜の語り部』『愛の裏側は闇』など。作品はしばしばベストセラーになっており20言語以上の翻訳がある。本名はSuheil Faḍelであり、筆名の「ラフィク」は「仲間・友人」、「シャミ」は「ダマスクス人」の意。

## 経歴
ダマスカス旧市街のキリスト教徒居住区に生まれる。両親ともキリスト教徒で稼業はパン屋、シャミは6人兄弟の3番目であった。両親は家庭ではアラム語を話していたが、学校ではアラビア語が使われていたため、早くからバイリンガルとして育った。1956年、10歳のときイエズス会の修道院に入れられる。ここで短期間のうちにフランス語を習得させられ、修道院の図書室でバルザック、デュマ、ジュール・ベルヌなどの作品に触れる。1959年にダマスクスに帰郷してからも図書館に入り浸り、『アンクル・トムの小屋』や『風とともに去りぬ』、フォークナー、ヘミングウェイ、スタインベックなどを英語で読んでいる。1965年、17歳のとき共産党に入党。「ラフィク・シャミ」の筆名は共産党での地下活動のために作られたものであった。党内では1964年、友人とともに若者向けの新聞『al Scharara』を創刊したが、性に関する記事が多いことなどを理由に党から出版停止を受けた。
1965年、ダマスカス大学理学部に入学。1966年に風刺的な壁新聞『al Muntalak』の発行をはじめ、ダマスカス旧市街のショーウィンドウに月2号の頻度で掲示したが、3年で発禁処分を受けた。1970年に同大学を卒業、1971年、ドイツのハイデルベルク大学へ留学する形で亡命、アルバイトで学費を稼ぎながら化学を学び、1979年に博士号を取得した。ハイデルベルク大学に決めたのは時間的猶予がない中で許可証が一番早く降りたためで、亡命時にはドイツ語は片言でしか話せなかったという。ドイツ語の文体になれるためにハイネやアンナ・ゼーガース、カール・クラウスなどの著作を書き写すなどし、70年代の終わりには言論活動もアラビア語からドイツ語に移行した。
1980年、同郷のSuleman Taufiqら3人の外国出身作家とともに文学グループ「南風 外国人労働者のドイツ語」を結成、アンソロジー集の出版などを継続的に行う。また同年に製薬会社に就職し営業の仕事を担当するが、著作業に専念するため1982年に退職した。1985年、ドイツ語を母語としないドイツ語作家におくられるシャミッソー賞の第1回奨励賞を受賞（1993年に本賞を受賞）。同年「南風」を離脱。退職後はそれまで書き溜めていた作品に手を入れながら発表していき、自伝的物語集『蝿の乳しぼり』（1985年）、両親の故郷マルーラ村で集めたメルヘンをもとにした『マルーラ村の物語』（1987年）を順次出版。自伝的な長編物語『片手いっぱいの星』（1987年）はチューリヒ児童文学賞ほか8つの賞を受賞するなど好評を得る。
1989年、『千夜一夜物語』のような枠物語の構造を持つメルヘン風の作品『夜の語り部』を出版、150万部を売るベストセラーとなりシャミの名を一躍有名にした。この作品はハーメルン市の「ねずみとり賞」などを受賞したほか20を超える言語に翻訳されている。以後の作品に『空とぶ木』（1991年）、大人の読者向けに書かれた『夜と朝の間の旅』（1995年）、『ミラード』（1997年）などがあり、2004年の長編小説『愛の裏側は闇』は『シュピーゲル』のベストセラーリストに20週連続で載った。これはダマスカスを舞台に、それぞれカトリックとギリシア正教の二つの家の100年にわたる確執を描いた作品で現在までの代表作と目されている。このほか政治的なエッセイも多い。
シャミは1979年、数学教師であったBettina Malmbergと結婚したが、1985年に離婚。その後朗読会で出会った画家・著作家のロート・レープと1991年に再婚しており、彼女は以降シャミの著作の装丁や挿絵をしばしば手がけている。2007年ネリー・ザックス賞受賞。2011年、ゲオルク・グラーザー賞受賞。

## 日本語訳
- 片手いっぱいの星（若林ひとみ訳、岩波書店、1988年）[3]
- 蝿の乳しぼり（酒寄進一訳、西村書店、1996年）[4]
- 夜の語り部（松永美穂訳、西村書店、1996年）[5]
- マルーラの村の物語（泉千穂子訳、西村書店、1996年）[6]
- モモはなぜJ・Rにほれたのか（池上純一訳、西村書店、1997年）[7]
- 空飛ぶ木 : 世にも美しいメルヘンと寓話、そして幻想的な物語（池上弘子訳、西村書店、1997年）[8]
- 夜と朝のあいだの旅（池上弘子訳、西村書店、2002年）[9]
- ミラード（池上弘子訳、西村書店、2004年）[10]
- 愛の裏側は闇［全3巻］（酒寄進一訳、東京創元社、2014年）[11]
- こわい、こわい、こわい？ しりたがりネズミのおはなし (カトリーン・シェーラー（ドイツ語版）絵、那須田淳訳  2016年)[12] ISBN 978-4-89013-976-7
- 言葉の色彩と魔法 (松永美穂訳、西村書店、2019年)[13]
- ぼくはただ、物語を書きたかった。(松永美穂訳、西村書店、2022年)[14]